# Catarhoe semnana
Catarhoe semnana là một loài bướm đêm trong họ Geometridae.